# جوليا ولف
جوليا ولف (بالإنجليزية: Julia Wolfe)‏ هي أستاذة جامعية وملحنة أمريكية، ولدت في 18 ديسمبر 1958 في فيلادلفيا في الولايات المتحدة.

## وصلات خارجية
- الموقع الرسمي
- جوليا ولف على موقع IMDb (الإنجليزية)
- جوليا ولف على موقع ميوزك برينز (الإنجليزية)
- جوليا ولف على موقع ديسكوغز (الإنجليزية)